# Jan Ciężki Tarnowski
Jan Ciężki Tarnowski herbu Leliwa (ur. przed 1479 w Bieczu, zm. w maju 1527) – kasztelan sądecki w latach 1525–1527, kasztelan biecki w latach 1521–1525, starosta pilzneński, tenutariusz siepietnicki.

## Życiorys
Był synem wojewody Jana Feliksa Szrama Tarnowskiego oraz Katarzyny z Ligęzów. Był dwukrotnie żonaty: z Kobylańską nieznanego imienia, z którą miał jedną córkę Dorotę, oraz z Agnieszką Beatą z Tęczyńskich, z którą dzieci nie miał.
Był sygnatariuszem aktu traktatu krakowskiego w 1525 roku.